# سالي مار
سالي مار (بالإنجليزية: Sally Marr)‏ هي راقصة وممثلة أمريكية، ولدت في 30 ديسمبر 1906 في نيويورك في الولايات المتحدة، وتوفيت في 14 ديسمبر 1997.

## وصلات خارجية
- سالي مار على موقع IMDb (الإنجليزية)
- سالي مار على موقع قاعدة بيانات برودواي على الإنترنت (الإنجليزية)
- سالي مار على موقع قاعدة بيانات الفيلم (الإنجليزية)
- سالي مار على موقع كينوبويسك (الروسية)